# Robledo de Chavela
Robledo de Chavela – miasto w Hiszpanii we wspólnocie autonomicznej Madryt, 63 km na zachód od Madrytu. Znajduje się tu stacja kolejowa na linii R-1 (Madryt - Irún). Na obrzeżach miasta znajduje się baza śledzenia satetitów NASA INCA oraz naziemna stacja tzw. Madrid Deep Space Communication Complex - MDSCC.